# Medea (Rameau)
Medea (Medée) è una cantata scritta da Jean-Philippe Rameau.
Le cantate profane di Rameau sono legate al periodo e all'attività in cui divenne organista nella Cattedrale di Clermont-Ferrand. 
Alcune delle cantate andarono perse nel tempo: oltre a Medea, Les Amants trahis, L'absence e L'Impatience. 

Di Medea i critici e gli studiosi di musica non riescono a dare una datazione certa: la sua composizione viene collocata fra il 1715 e il 1721. Altri la collocano nel periodo dal 1702 al 1706. Da alcune fonti viene anche ipotizzata una sua possibile riscrittura avvenuta in un tempo successivo.